# Бехтерева, Наталья Петровна
Ната́лья Петро́вна Бе́хтерева (7 июля 1924, Ленинград, СССР — 22 июня 2008, Гамбург, Германия) — советский и российский нейрофизиолог, крупный исследователь мозга. Кандидат биологических наук, доктор медицинских наук, профессор. В 1990—2008 годах — научный руководитель Института мозга человека РАН.
Академик АН СССР (1981; член-корреспондент 1970). Академик АМН СССР (1975). Лауреат Государственной премии СССР (1985). Член КПСС с 1960 года.
Депутат Верховного Совета СССР 8-го созыва (1970—1974). Народный депутат СССР от Академии наук СССР (1989—1991).

## Биография
Наталья Петровна Бехтерева родилась 7 июля 1924 года в Ленинграде в семье инженера-конструктора Петра Владимировича Бехтерева (1888—1938). Как дочь «врага народа» П. В. Бехтерева, Наталья Петровна воспитывалась вместе с братом в детском доме, в войну жила в блокадном Ленинграде. Внучка В. М. Бехтерева.
Окончила 1-й Ленинградский медицинский институт им. И. П. Павлова (1947) и аспирантуру Института физиологии ЦНС АМН СССР. Работала младшим научным сотрудником в Институте экспериментальной медицины АМН СССР (1950—1954). Затем (в 1954—1962 годах) — в Нейрохирургическом институте им. А. Л. Поленова Минздрава СССР (пройдя путь от старшего научного сотрудника до руководителя лаборатории и заместителя директора).
С 1962 года — в Институте экспериментальной медицины АМН СССР (заведующая отделом нейрофизиологии человека, затем заместитель директора по научной работе, и. о. директора, с 1970 по 1990 год — директор).
В 1975 году стала академиком АМН СССР (впоследствии РАМН), а 1981 году — академиком АН СССР. С 1990 года — научный руководитель Центра «Мозг» АН СССР, с 1992 года — Института мозга человека РАН, руководитель научной группы нейрофизиологии мышления, творчества и сознания.
Избиралась вице-президентом Международного союза физиологических наук (1974—1980); вице-президентом Международной организации по психофизиологии (1982—1994).
Работала главным редактором академических журналов «Физиология человека» (1975—1987) и «International Journal of Psychophysiology» (1984—1994).
Депутат Верховного Совета СССР 8 созыва (1970—1974). Народный депутат СССР (1989—1991).
В конце 1980-х годов Н. П. Бехтерева заявила, что, согласно диагнозу, поставленному её дедом В. М. Бехтеревым, И. В. Сталин страдал паранойей. Однако в интервью 1995 года она сказала, что это заявление не соответствует действительности.
Проживала в Санкт-Петербурге в известном «доме Бенуа».
Наталья Петровна Бехтерева скончалась утром 22 июня 2008 года в Гамбурге в больнице Святого Георга на 84-м году жизни после продолжительной болезни. Похоронена на кладбище в Комарово (пригород Санкт-Петербурга).

## Семья
Дед — психиатр Владимир Бехтерев.
Отец — Пётр Бехтерев (1888—1938), русский советский инженер, изобретатель, главный конструктор конструкторского отдела Остехбюро. Признан виновным по статьям 58-6, −7, −9, −11 УК РСФСР и 23 февраля 1938 года расстрелян, реабилитирован в 1956 году.
Мать — Зинаида Васильевна Бехтерева, врач, была репрессирована и отправлена в лагерь. Осуждена на 8 лет ИТЛ и отбывала срок в Мордовском лагере. Сиротами остались трое детей — Наталья, брат Андрей и младшая сестра Эвридика.
Первый муж — Всеволод Иванович Медведев (1924—2008), советский и российский физиолог, член-корреспондент РАН и РАМН.
- Сын — Святослав Всеволодович Медведев (1949—2025), советский и российский физиолог, директор Института мозга человека (с 1990 года), доктор биологических наук, профессор, академик РАН.
  - Внучка — Наталья Святославовна Медведева—Бехтерева, психотерапевт, заведующая научно-практическим центром исследований в области психотерапии и психического здоровья ИМЧ РАН. 
    - Два правнука и правнучка.

Второй муж — Иван Ильич Каштелян (?—1990), экономист, заслуженный работник торговли РСФСР, долгие годы работавший заместителем начальника Главного управления торговли Ленгорисполкома. 
- Пасынок — Александр Иванович Каштелян (?—1990), врач, имел сына. Покончил жизнь самоубийством.[8]

## Основные научные достижения
Труды по исследованию принципов деятельности головного мозга человека в норме и патологии, особенности физиологических основ психической деятельности. Впервые в СССР Бехтерева применила способ долгосрочного вживления электродов в мозг человека в диагностических и лечебных целях. Получила убедительное подтверждение теория Бехтеревой о мозговой организации мыслительной деятельности человека системой из жёстких и гибких звеньев. Открытием признано выявленное Н. П. Бехтеревой свойство нейронов подкорковых образований головного мозга человека реагировать на смысловое содержание речи и участвовать в качестве звеньев систем обеспечения мыслительной деятельности. Под её руководством была создана новая ветвь неврологии и нейрохирургии — стереотаксическая неврология с разработкой новейших технологий компьютерного стереотаксиса. В 1968 году в её работе был впервые описан феномен реакции мозга на ошибку при выполнении задания. Данному феномену было дано название «детектор ошибок», а намного позднее он стал известен как негативность, связанная с ошибкой (error-related negativity).
Является автором около 400 научных работ (в том числе 18 монографий), многих глав в отечественных и иностранных руководствах по физиологии.
Создала научную школу, насчитывающую большое число учёных и врачей.

## Критика
Вместе с тем Н. П. Бехтереву критиковали за лояльное отношение к мистике и, как утверждалось (в том числе со стороны Комиссии по борьбе с лженаукой РАН), некорректно поставленные эксперименты по проверке экстрасенсорных способностей. Н. П. Бехтерева полемизировала с этой критикой. Н. П. Бехтерева положительно отзывалась о некоторых концепциях, таких как гипотеза о происхождении человека от акродельфидов, кожное зрение; выступала за научное изучение феноменов Ванги и Кашпировского.

## Награды и звания
- Орден Ленина (6 июля 1984) — за большие заслуги в развитии медицинской науки, подготовке научных кадров[20]
- Орден Трудового Красного Знамени (1975)
- Орден «Знак Почёта» (1967)
- Медаль «За трудовую доблесть» (11 февраля 1961) — за большие заслуги в области охраны здоровья советского народа и развитие медицинской науки[21]
- Золотая медаль ВДНХ СССР (1967, 1974)
- Серебряная медаль ВДНХ СССР (1976)
- Золотая медаль имени В. М. Бехтерева — за цикл работ по исследованиям нейрофизиологических основ высших психических функций головного мозга человека
- Государственная премия СССР 1985 года в области науки и техники (31 октября 1985 года) — за фундаментальные исследования по физиологии головного мозга человека[22]
- Орден «За заслуги перед Отечеством» III степени (14 июля 2004) — за заслуги в научно-медицинской деятельности и многолетний добросовестный труд[23]
- Орден «За заслуги перед Отечеством» IV степени (4 июня 1999) — за большой вклад в развитие отечественной науки, подготовку высококвалифицированных кадров и в связи с 275-летием Российской академии наук[24]
- Орден Дружбы народов (11 апреля 1994) — за большой личный вклад в развитие медицинской науки и подготовку высококвалифицированных специалистов для отечественного здравоохранения[25]
- Лауреат Международной премии Фонда Святого Всехвального апостола Андрея Первозванного с вручением знаков Премии: «Державный Орёл» и «Орденская Звезда» (2003)
- Награда Винера и Мак-Каллока и медаль Винера по кибернетике[англ.], присуждённая в 1972 году Американским кибернетическим обществом[англ.] (США)
- Почётный член Венгерского общества электрофизиологов с 1968 г.
- Почётный член Чехословацких нейрофизиологического и нейрохирургического обществ им. Пуркинье с 1989 г.
- Иностранный член Академии наук Австрии с 1974 г.
- Иностранный член Академии наук Финляндии c 1990 г.
- Иностранный член Американской Академии медицины и психиатрии с 1993 г.
- Действительный член Международной Академии наук Экологии, Безопасности человека и природы с 1997 г.
- Член Совета Директоров Международной организации по психофизиологии с 1998 г.
- Почётный доктор СПбГУП (2006)
- Почётное звание «Человек года» (2004; с вручением Ордена «Во имя России» и занесением имени в «Книгу Почёта и Чести России» «Летопись славных имён и деяний во имя России»)
- Почётный гражданин Санкт-Петербурга (21 мая 2008)[26]

## Память
- Имя присвоено Институту мозга человека РАН (2009). На главном здании установлена мемориальная доска.
- В её честь названа малая планета (6074) Бехтерева

Мемориальная доска Н. П. Бехтеревой на главном здании ИМЧ РАН

## Работы
Автор и соавтор свыше 380 научных работ.
- Биопотенциалы больших полушарий головного мозга при супратенториальных опухолях. Медгиз, 1960. 188 с.; 2-е издание — New York, 1962.
- Болезнь Рейно (клиника, нейропатофизиологические механизмы). Медгиз, 1965. 189 с. (совместно с Зонтовым В. В., Бондарчук А. В.)
- Физиология и патофизиология глубоких структур мозга человека. М.-Л., Медицина, 1967. 259 с.; 2-е издание — Der Verlag «Volk und Gesundheit», Berlin, DDR, 1969. (совместно с Бондарчук А. Н., Смирновым В. М., Трохачевым А. И.)
- Нейрофизиологические аспекты психической деятельности человека. М.-Л., Медицина, 1971. 120 с.
- Нейрофизиологические аспекты психической деятельности человека. 2-е издание, переработанное и дополненное, Л., Медицина, 1974. 151 с. Переведено на англ.язык и издано Oxford Univ. Press (USA), 1978.
- Мозговые коды психической деятельности. Л., Наука, 1977. 166 с. (совместно с Бундзеном П. В., Гоголицыным Ю. Л.)
- Устойчивое патологическое состояние при болезнях мозга. Л., Медицина, 1978. 240 с. (совместно с Камбаровой Д. К., Поздеевым В. К.)
- Здоровый и больной мозг человека. Л., Наука, 1980. 208 с.; переведена на исп.язык: El cerebro humano sano y enfermo. Buenos Aires-Barcelona-Mexico, Editorial Paidos, 1984. 235 p.
- Нейрофизиологические механизмы мышления. Л., Наука, 1985. 272 с. (совместно с Гоголицыным Ю. Л., Кропотовым Ю. Д., Медведевым С. В.)
- Здоровый и больной мозг человека. 2-е издание, переработанное и дополненное. Л., Наука, 1988. 262 с.
- Per aspera… Л., Наука, 1990. 145 с.
- Электрическая стимуляция мозга и нервов у человека (отв. редактор Н. П. Бехтерева). Л., Наука, 1990. 263 с.
- О мозге человека. СПб, изд. НотаБене, 1994, 248 с.
- О мозге человека. XX век и его последняя декада в науке о мозге человека. (On the Human Brain. XX century and its last decade in Human Brain Science). СПб, 1997, изд. Нотабене. 67 с.
- Магия мозга и лабиринты жизни. — СПб: Нотабене, 1999. — 299 с.
- «Мозг человека — сверхвозможности и запреты». Журнал «Наука и жизнь» № 7, 2001 год.
- Магия Творчества и психофизиология. Факты, соображения, гипотезы, (The Magic of Creativity and Psychophysiology. Considerations, thoughts, hypotheses), СПб, 2006. 79 c.
- Магия мозга и лабиринты жизни. 2-е изд., переработанное и дополненное. Act ; Сова, М.- СПб.: 2007. 349 с.
- Лечебная электрическая стимуляция мозга и нервов человека. Под общей редакцией академика Н. П. Бехтеревой. Act ; Сова, М.- СПб.: 2008. — 464 c.
- The Usefulness of Psychophysiology in Intellectual Life. Honorary Lecture. 14th World Congress of Psychophysiology. The Olympics the Brain. September 8-13, 2008, St.Petersburg, Russia. 24 p. (последняя лекция).
- The usefulness of psychophysiology in the maintenance of cognitive life // International Journal of Psychophysiology, 73(2), 2009, 83-87 (abstract Архивная копия от 5 июня 2016 на Wayback Machine)
- Живой Мозг Человека, и как его исследуют (лекция)
- Лабиринты мозга // Аргументы и Факты от 9 Архивная копия от 16 сентября 2016 на Wayback Machine, 15 Архивная копия от 16 сентября 2016 на Wayback Machine, 22 января 2003 года Архивная копия от 16 сентября 2016 на Wayback Machine (№№ 1-2, 3, 4)